# Šefik Bešlagić
Šefik Bešlagić (ur. 6 kwietnia 1908 w Gornjej Tuzli, zm. 18 listopada 1990 w Sarajewie) – bośniacki historyk kultury.
W latach 1952–1967 sprawował funkcję dyrektora Instytutu Ochrony Zabytków Kultury Bośni i Hercegowiny (bośn. Zavod za zaštitu spomenika kulture Bosne i Hercegovine). W ramach swojej działalności naukowej badał średniowieczne nekropolie, przede wszystkim stećci. Był wieloletnim redaktorem czasopisma Naše starine.

## Wybrane publikacje
(opracowano na podstawie materiału źródłowego)
- Kupres (1954)
- Stećci na Blidinju (1959)
- Kalinovik (1962)
- Grborezi (1964)
- Popovo (1966)
- Stećci Centralne Bosne (1967)
- Stećci – Kataloško topografski pregled (1971)
- Stećci – kultura i umjetnost (1982)
- Kamene stolice srednjovjekovne Bosne i Hercegovine (1985)
- Leksikon stećaka (2004; pośmiertnie)